# Estación de Saint-Ambroise
La estación de Saint-Ambroise es una estación de la línea 9 del metro de París situada en el XI Distrito de la ciudad, al este de la capital. 

## Historia
Fue inaugurada el 10 de diciembre de 1933.
Debe su nombre a San Ambrosio. A escasos metros de la estación se encuentra la iglesia de San Ambrosio concluida en 1868.

## Descripción
Se compone de dos vías y de dos andenes laterales de 105 metros.
Está diseñada en bóveda elíptica revestida completamente de los clásicos azulejos blancos biselados del metro parisino, con la única excepción del zócalo que es de color marrón. Los paneles publicitarios emplean un marco dorado con adornos en la parte superior. 
Su iluminación ha sido renovada empleando el modelo vagues (olas) con estructuras casi adheridas a la bóveda que sobrevuelan ambos andenes proyectando la luz en varias direcciones.
La señalización por su parte usa la tipografía CMP donde el nombre de la estación aparece sobre un fondo de azulejos azules en letras blancas. Por último, los asientos de la estación son sencillos bancos de madera.